# Rio Verde
Rio Verde – miasto i gmina w Brazylii leżące w stanie Goiás. Gmina zajmuje powierzchnię 8379,66 km². Według danych szacunkowych w 2016 roku miasto liczyło 212 237 mieszkańców. Położone jest około 230 km na południowy zachód od stolicy stanu, miasta Goiânia. 
Jeszcze na początku XIX wieku tereny, na których znajduje się Rio Verde, były słabo zaludnione. Wówczas na te tereny przybyli Joseph Rodrigues Mendonça ze swoją rodziną, którzy przenieśli się ze stanu São Paulo. Dali oni zalążek nowej gminie – Rio Verde. Miejscowość prawa miejskie otrzymała 29 lipca 1873 roku. Od lat. 70. XX wieku następuje szybki rozwój gminy. Zaczyna się rozwijać rolnictwo. Obecnie gmina jest największym producentem zbóż w stanie Goiás oraz jednym z najważniejszych w kraju. 
W 2014 roku wśród mieszkańców gminy PKB per capita wynosił 36 481,21 reais brazylijskich. W mieście rozwinął się przemysł spożywczy.